# Claudia McNeil
Pour les articles homonymes, voir McNeil.
Claudia McNeil est une actrice américaine, née le 13 août 1917 à Baltimore (Maryland), décédée le 25 novembre 1993 à Englewood (New Jersey).

## Biographie
Au théâtre, Claudia McNeil débute à Broadway (New York) en 1953, dans Les Sorcières de Salem (création) d'Arthur Miller. En tout, elle se produit sur les planches new-yorkaises (y inclut l'Off-Broadway) dans huit pièces et deux comédies musicales, la dernière fois en 1970. Elle est surtout connue pour avoir créé le rôle de Lena 'Mama' Younger, dans la pièce Un raisin au soleil de Lorraine Hansberry — représentée 530 fois de mars 1959 à juin 1960 —, aux côtés de Sidney Poitier (Walter Lee Younger, son fils) et de Ruby Dee (Ruth Younger, sa belle-fille).
Au cinéma, Claudia McNeil contribue à seulement quatre films américains (le premier en 1959, le dernier en 1972), dont l'adaptation en 1961 d’Un raisin au soleil, sous le même titre, où Sidney Poitier, Ruby Dee et elle reprennent leurs rôles respectifs. Notons ici que cette pièce est également adaptée sous la forme d'une comédie musicale, titrée Raisin (en), créée à Broadway en 1973 (sans l'actrice qui participera néanmoins à une reprise hors Broadway, en 1981, de ce 'musical').
Enfin, à la télévision, entre 1958 et 1979, elle participe à dix séries et à sept téléfilms.
Son rôle dans la pièce Un raisin au soleil lui vaut une nomination au Tony Award de la meilleure actrice (elle aura une autre nomination dans la même catégorie). Et sa reprise de ce rôle dans le film de 1961 lui permet d'obtenir deux nominations, d'une part au Golden Globe de la meilleure actrice, d'autre part au British Academy Film Award de la meilleure actrice étrangère (détails : voir la rubrique "Nominations" ci-dessous).

## Théâtre

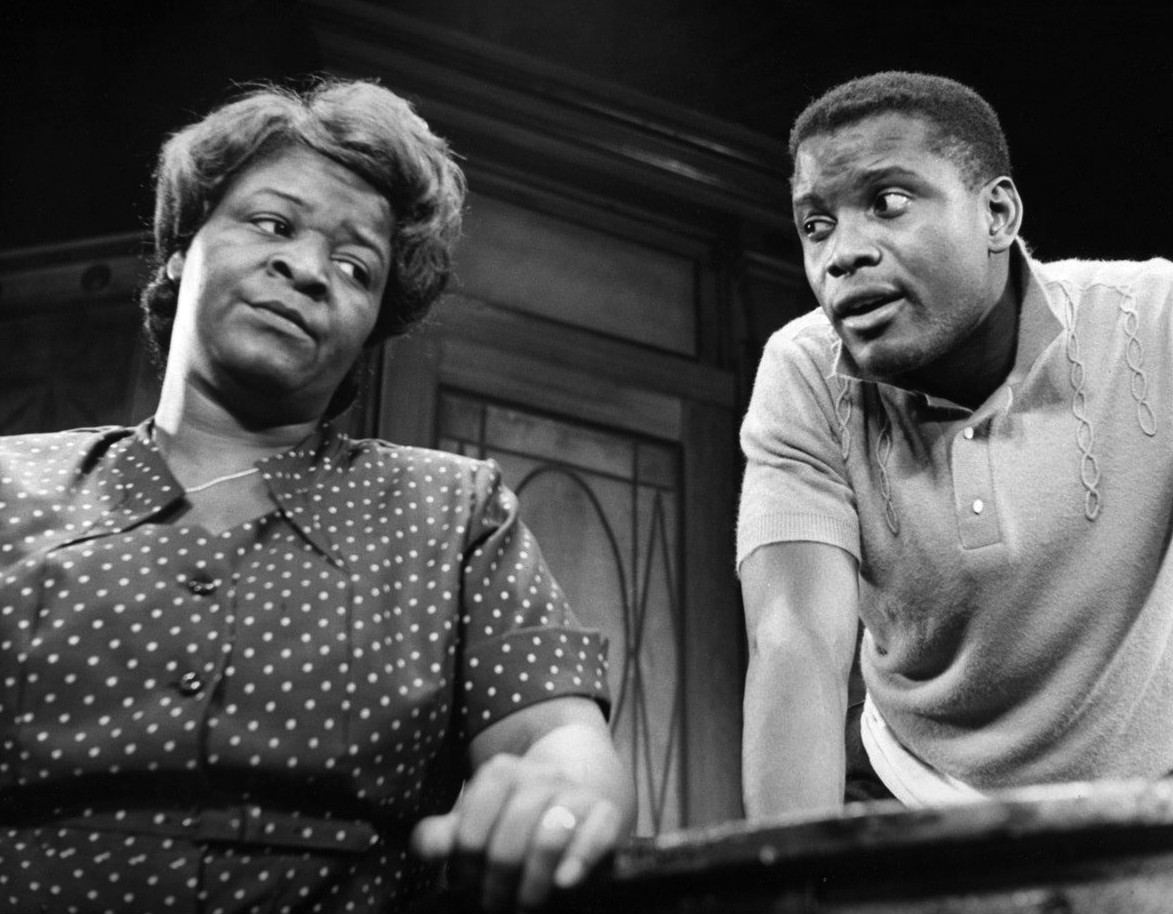
Avec Sidney Poitier, dans la pièce Un raisin au soleil (Broadway, 1959)

Pièces, à Broadway, sauf mention contraire
- 1953 : Les Sorcières de Salem (The Crucible) d'Arthur Miller, avec Arthur Kennedy, E.G. Marshall, Madeleine Sherwood, Maureen Stapleton, Joseph Sweeney
- 1957 : Simple Heavenly, comédie musicale, musique et orchestrations de David Martin, lyrics et livret de Langston Hughes (à Broadway et, la même année, Off-Broadway)
- 1958 : Winesburg, Ohio de Christopher Sergel, d'après Sherwood Anderson, décors d'Oliver Smith, costumes de Dorothy Jeakins, avec Leon Ames, Dorothy McGuire, James Whitmore, Ian Wolfe
- 1959-1960 : Un raisin au soleil (A Raisin in the Sun) de Lorraine Hansberry, avec Sidney Poitier (Ossie Davis en remplacement), Ruby Dee, Ivan Dixon, John Fiedler, Louis Gossett Jr., Glynn Turman
- 1962-1963 : Tiger, Tiger burning bright de Peter S. Feibleman, mise en scène de Joshua Logan, décors d'Oliver Smith
- 1967-1968 : Something Different de (et mise en scène par) Carl Reiner, avec Bob Dishy
- 1968 : Her First Roman, comédie musicale, musique, lyrics et livret d'Ervin Drake, d'après César et Cléopâtre (Caesar and Cleopatra) de George Bernard Shaw
- 1969 : The Wrong Way Light Bulb de Leonard Spigelgass
- 1970 : Contribution et Plantation de Ted Shine (d'un ensemble, intitulé Contributions, de trois pièces en un acte), mise en scène de Moses Gunn (Off-Broadway)

## Filmographie

### Au cinéma (intégrale)
- 1959 : La Colère du juste (The Last Angry Man) de Daniel Mann
- 1961 : Un raisin au soleil (A Raisin in the Sun) de Daniel Petrie
- 1970 : Le Reptile (There was a crooked Man...) de Joseph L. Mankiewicz
- 1972 : Black Girl d'Ossie Davis

### À la télévision (sélection)
Téléfilms, sauf mention contraire
- 1971 : Incident in San Francisco de Don Medford
- 1972 : To Be Young, Gifted and Black de Michael Schultz
- 1972 : Le Loup de la nuit (Moon of the Wolf) de Daniel Petrie
- 1972 : Série La Nouvelle Équipe (The Most Squad), Saison 5, épisode 1 The Connection de George McCowan
- 1974 : Les Vagabonds du Nouveau Monde (The Migrants) de Tom Gries
- 1974 : Le mort a disparu (Cry Panic) de James Goldstone
- 1978 : Roll of Thunder, Hear My Cry de Jack Smight

## Nominations
- Tony Award de la meilleure actrice dans une pièce ('Tony Award for Best Performance by a Leading Actress in a Play') :
  - En 1960, pour Un raisin au soleil (nomination) ;
  - Et en 1963, pour Tiger, Tiger burning bright (nomination).
- Golden Globe de la meilleure actrice dans un film dramatique, en 1962, pour Un raisin au soleil (nomination).
- British Academy Film Award de la meilleure actrice dans un rôle principal, en 1962, pour Un raisin au soleil (nomination, dans la catégorie 'actrice étrangère').